# Carmen of the Klondike
Carmen of the Klondike è un film muto del 1918 diretto da Reginald Barker sotto la supervisione di Robert Brunton.

## Trama
Dorothy Harlan è un'artista di vaudeville, che arriva nel Klondike per raggiungere il fidanzato Cameron Stewart, cercatore nella corsa all'oro. Dorothy trova lavoro in un saloon il cui proprietario, "Silk" McDonald, si infatua della ragazza e, per averla, mente, dicendole che il fidanzato le è stato infedele. Cameron perde tutti i suoi soldi in una partita a poker con Silk e parte per lo Yukon.
Quando torna, trova Dorothy che si deve difendere da Silk. Dopo averla salvata, Cameron ha finalmente una spiegazione con la sua ragazza. Tutto il passato è lasciato alle spalle e i due iniziano insieme una nuova vita.

## Produzione
Il film fu prodotto dalla Selexart Pictures.

## Distribuzione
Fu distribuito dalla Selexart Pictures, presentato in prima allo Strand Theatre di New York il 3 marzo 1918. Del film, esiste ancora una copia incompleta.